# مک‌اواس سیرا
مک‌اواس سیرا (به انگلیسی: MacOS Sierra) (نسخه ۱۰٫۱۲) سیزدهمین نسخه اصلی مک‌اواس (قبلاً مک اواس ایکس از ۲۰۰۱ تا ۲۰۱۲ و اواس ایکس از ۲۰۱۲ تا ۲۰۱۶)، سیستم عامل دسکتاپ و سرور اپل برای شرکت مکینتاش است. این اولین نسخه از سیستم عامل بود که در ژوئن ۲۰۱۶ به عنوان مک‌اواس منتشر شد. سیرا به نام رشته کوه‌های سیرا نوادا در کالیفرنیا و نوادا نامگذاری شده‌است. ویژگی‌های مهم جدید آن به Continuity, iCloud و پنجره‌ها و همچنین پشتیبانی از اپل پی و سیری مربوط می‌شود.
اولین بتا از مک‌اواس سیرا، اندکی پس از کلید واژه WWDC در تاریخ ۱۳ ژوئن ۲۰۱۶ در اختیار توسعه دهندگان قرار گرفت. اولین نسخه بتا عمومی در ۷ ژوئیه ۲۰۱۶ منتشر شد. این نسخه در ۲۰ سپتامبر ۲۰۱۶ به صورت رایگان برای کاربران نهایی منتشر شد. از طریق فروشگاه آپ مک ارتقاء یابد و توسط macOS High Sierra در ۲۵ سپتامبر ۲۰۱۷ موفق شد.